# Моррис, Хизер
Хизер Элизабет Моррис (англ. Heather Elizabeth Morris) — американская актриса, певица и танцовщица. Наиболее известна благодаря роли Бриттани С. Пирс, девушки из команды поддержки в сериале «Хор» («Glee»).

## Ранние годы
Хизер Моррис родилась 1 февраля 1987 года в городе Таузанд-Окс, округ Вентура, штат Калифорния. Однако будущая звезда выросла в городе Скоттсдейл, штат Аризона. Она начала танцевать уже в возрасте 1 года. Юной девушкой Хизер принимала участие в различных танцевальных конкурсах. В возрасте 13 лет она попала на шоу «Star Circle», однако даже не дошла до полуфинала. Её отец умер от рака, когда ей было 14 лет. После окончания средней школы Desert Mountain Хизер всерьез рассматривала возможность поступить в местный университет, но в итоге отказалась от этой идеи, объяснив это тем, что чувствовала себя не в своей тарелке. В возрасте 19 лет будущая звезда переехала в Лос-Анджелес.

## Карьера

### Первые шаги
Первым значительным выступлением является участие Хизер во втором сезоне шоу «So You Think You Can Dance?» в 2006 году. Выступала она вполне успешно, однако не добрала трех голосов для того, чтобы прорваться в двадцатку лучших, и выбыла из шоу.
Не отчаиваясь, Хизер Моррис переехала жить в Лос-Анджелес и продолжила делать карьеру. Крупным успехом для девушки стала возможность выступать на одной сцене с Бейонсе в качестве подтанцовки во время проведения мирового тура «Beyonce Experience World Tour». После небольшого перерыва Хизер вернулась в команду Бейонсе на время проведения мини-промотура «Single Ladies (Put a Ring on it)», включавший в себя выступления на различных мероприятиях, таких, как American Music Awards, Saturday Night Live и др. В 2009 году Моррис сыграла эпизодическую роль в фильме «Зажги этим летом!». Именно там она встретила знаменитого хореографа Зака Вудли. Вудли был впечатлен талантом Хизер и стал советовать её для участия в различных проектах. Благодаря этому девушка появилась в эпизодах сериалов «Элай Стоун», «Swingtown», в фильме «Сказки на ночь» и, наконец, сериале «Хор».

### Телесериал «Хор»

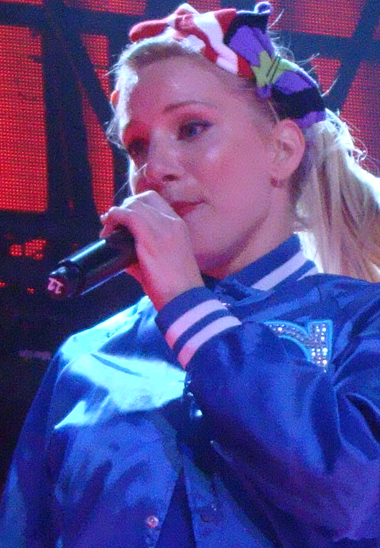
Хизер Моррис в образе Бриттани Пирс на концерте «Glee Live! In Concert!» в 2011 году

После окончания промотура Бейонсе, Хизер стала брать уроки актёрского мастерства и занималась хореографией. Однажды Зак Вудли обратился к ней с просьбой — научить актёров сериала «Хор» танцу Бейонсе из клипа Single Ladies. Как раз в это же время создатели сериала искали девушку на роль третьего чирлидера (первыми были утверждены Дианна Агрон и Ная Ривера). Таким образом Хизер Моррис и получила роль Бриттани Пирс. Из второстепенного персонажа, у которого практически не было реплик, Бриттани С. Пирс к концу первого сезона выросла практически в одну из главных героинь. Она стала центральной героиней второго эпизода второго сезона Britney/Brittany, — серии-трибьюте Бритни Спирс. В этой серии Хизер исполнила два знаменитых хита Бритни — I'm a Slave 4 U и Me Against the Music. Критики хорошо оценили игру и музыкальные номера Моррис в сериале. Персонаж Бриттани Пирс прочно закрепился в сериале и стал набирать недюжинную популярность.
Позже в третьем сезоне развилась любовная линия между Бриттани и её подругой-чирлидером Сантаной, ставшая чуть ли не самой скандальной за время создания сериала. Критика встретила данную линию одобрительно. В реальной жизни Хизер и Ная — лучшие подруги, как утверждают они обе. Ходили слухи о том, что актрисы и в жизни являются лесбиянками, однако информация так и осталась слухами.
В 2011 году она приняла участие в съёмках концертного фильма «Glee Live! In Concert!» и отправилась с коллегами по сериалу в тур по США и Европе. Во время тура она исполнила песню «I’m a Slave 4 U».
Вторая серия четвёртого сезона сериала «Хор» стала очередным бенефисом Хизер, о чём можно догадаться по названию серии — «Britney 2.0».

## Личная жизнь
С 16 мая 2015 года Хизер замужем за бейсболистом Тейлором Хаббеллом, с которым она встречалась 6 лет до их свадьбы. У супругов есть два сына — Элайджа Беквит Хаббелл (род.28.09.2013) и Оуэн Бартлетт Хаббелл (род.11.02.2016).
Журнал «Маxim» включил Моррис в Топ-100 самых сексуальных женщин. Актриса оказалась на 85-м месте. А на сайте AfterEllen, посвященному изображению лесбиянок в средствах массовой информации, в Топ-100 самых сексуальных лесбиянок персонаж Бриттани С. Пирс определен на 2-е место. На первом находится её девушка Сантана Лопез (сыграла Ная Ривера).
В 2010 году она стала лицом косметической компании «Estee Lauder».
В 2011 году Хизер Моррис в интервью журналу Fitness призналась, что делала операцию по увеличению груди, но спустя несколько месяцев удалила имплантаты, поскольку, по её словам, «её грудь постоянно болела и ей было очень трудно танцевать».